# センダイガールズプロレスリング
センダイガールズプロレスリング（英: SENDAI GIRLS PRO-WRESTLING）は、宮城県仙台市を中心に活動している女子プロレス団体。

## 概要
団体コンセプトは「GLOCAL（グローカル）」（GLOBALとLOCALを掛け合わせた造語）、スローガンは「東北に希望を！日本一の女子プロレスへ！」。
2005年、みちのくプロレスの新崎人生がGAEA JAPANの里村明衣子に、みちのくプロレス女子部の責任者への就任を依頼。4月10日、GAEA後楽園ホール大会を最後にGAEAが解散したことにより里村が設立を表明。里村は新潟出身であるが新人選手時代に同期の新人選手と共に、みちのくプロレスへ修行に出たことで縁が深いことから実現。7月4日、里村が記者会見を行った。
2006年7月9日、仙台サンプラザで旗揚げ戦を開催。旗揚げ戦でデビュー戦となる新人選手にダイナマイト関西、尾崎魔弓、井上京子、吉田万里子らネームバリューのあるベテラン選手と対戦させるといった思い切った対戦カードを組む。新人側はいずれも敗れたものの注目を集めた。
代表の新崎が年々衰退を続ける女子プロレスを発展させてかつてのように「女性が憧れる女子プロレス」という世界観を戻すために計画して仙台に地域密着型女子プロレス団体として設立。
新崎が仙台市の協力を取り付けるなど万端の準備の下で旗揚げするがプロレス経験者は里村のみで他の選手はスカウトもしくはオーディションで募集してコーチの里村が一から育成している。
所属選手同士の対戦は基本的に行わず「エネミー」と称するフリー、他団体の選手を招聘して「外敵を迎え撃つ」というコンセプトで従来のプロレス団体との差別化を図っている。
入門3年間は全日本女子プロレスでも掲げていた「男、酒、たばこ」を禁止しているが、それ以降は自己責任としている。スポンサーとの食事の席に参加すること奨励するなど社交性を養うように指導している。副業禁止規定もあり、これは「アルバイトしないとプロレスを続けられない」という程度の意識の人間が業界をよくできるはずがないという里村の考えによる。
2007年10月5日、里村の怪我による欠場で一時は活動休止の危機に陥ったが若手選手の活躍もあり活動休止は回避された。
2008年4月から6月、若手選手による「じゃじゃ馬トーナメント」を開催して以降は同世代のフリー、他団体の若手選手もエネミーとして招聘するようになる。
新崎が里村の考えから他団体からの移籍やフリーの選手を確保といった方法を取らないため新人選手の確保と育成が重要なテーマとなってくるがセンダイガールズとしては全くの未知数であり里村の手腕が試されることになる。
2011年8月1日、新崎が代表を辞任して里村が代表に就任。
プロレス興行の他にピンクリボン活動、エイズ撲滅運動、学校講演、イベントに積極的に取り組み地元密着で地域の活動に根付いている。こうした活動が認められて地元企業のスポンサーも多く信頼度が高い。
2018年6月12日、仙台市健康教育課・仙台市アスリート活用事業「体力向上教育」の講師として橋本千紘が選ばれた。

## 歴史
2006年
- 7月9日、仙台サンプラザホールにて旗揚げ戦を開催。金成知佐子（現：DASH・チサコ）、金成幸子（現：仙台幸子）、奥田朱理、金子友里恵（現：悲恋）がデビュー。

2007年
- 7月22日、元GAEA JAPANの水村綾菜（現：水波綾）が再デビュー。
- 11月18日、原田真利がデビュー。

2008年
- 8月24日、石野由加莉（現：花月）がデビュー。

2010年
- 10月29日、杜野都がデビュー。

2011年
- 3月11日、東北地方太平洋沖地震（東日本大震災）並びに福島第一原子力発電所での福島第一原子力発電所事故の影響で、活動停止を余儀なくされる。
- 7月7日、Zepp Sendaiにて入場無料のチャリティー興行を開催し、活動再開。

2014年
- 11月24日、宮城倫子（現：MICHIKO）がデビュー。

2015年
- 7月12日、岩田美香がデビュー。
- 10月11日、橋本千紘がデビュー。

2017年
- 7月15日、愛海がデビュー。
- 9月24日、佐藤亜海がデビュー。イギリス人レスラーのハイジ・カトリーナが入団[3]。

2019年
- 7月27日、初のイギリス大会『SENDAI UK SHOW』をマンチェスターアカデミーONE（英語版）にて開催[4]。
- 9月28日、岡優里佳がデビュー。

2020年
- 3月28日、金子夏穂がデビュー。
- 11月22日、カノンがデビュー。

2023年
- 8月9日、丸森レア（現：瀬戸レア）、YUNAがデビュー[5]。

2025年
- 4月29日、里村明衣子が現役引退。
- 7月2日、優宇と高瀬みゆきが入団。[6]

## タイトルホルダー
| タイトル                             | 保持者        | 歴代   |
| ------------------------------------ | ------------- | ------ |
| センダイガールズワールド王座         | 橋本千紘      | 第18代 |
| センダイガールズワールドタッグ王座   | 橋本千紘 優宇 | 第24代 |
| センダイガールズワールドジュニア王座 | さくらあや    | 第10代 |

| タイトル               | 覇者    | 年代   |
| ---------------------- | ------- | ------ |
| じゃじゃ馬トーナメント | Chi Chi | 2024年 |

## 所属選手
- DASH・チサコ
- 岩田美香
- 橋本千紘
- 愛海
- 岡優里佳
- YUNA
- ハイジ・カトリーナ
- 優宇
- 高瀬みゆき

## スタッフ
レフェリー
- 吉野恵悟（フリー）

リングアナウンサー
- パンチ田原（リングスタッフ）〈レフェリー兼任〉
- ムーチャス入江（フリー）〈東京大会限定参戦〉

## 役員
- 代表取締役社長 : 里村明衣子

## 歴代所属選手
- 原田真利
- ティラノサウルス奥田（現：奥田朱理）
- 悲恋（旧：金子友里恵）
- 水波綾（旧：水村綾菜）
- 花月（旧：石野由加莉）
- 仙台幸子（旧：金成幸子）
- カサンドラ宮城（現：MICHIKO）
- 佐藤亜海
- 金子夏穂
- カノン
- 丸森レア（現：瀬戸レア）
- 里村明衣子

## 歴代スタッフ
リングアナウンサー
- 鈴木聖矢

## テーマ曲
- Riverdance（Bill Whelan）

オープニング曲。
- Come With Us（The Chemical Brothers）

選手入場曲。
- WE ARE SENDAI GIRLS

現在のメインテーマ。

## 試合中継
放送中の番組
- センダイガールズプロレスリング中継（FIGHTING TV サムライ）[7]

終了した番組
- プロレスKING（GAORA）

## 関連番組
終了した番組
- リングにアゲアゲ!（TBC東北放送）[8]

## 私設応援団「レッドフレンジャー」
センダイガールズの試合会場で統一された赤いTシャツを着用して太鼓を鳴らしながら選手を応援する団体公認応援団。旗揚げから当面の間は所属選手同士の対戦は行わずフリー、他団体の選手による対抗戦形式での試合が行われていたため、センダイガールズを応援して試合会場を盛り上げるべく結成された。野球やサッカーとは異なり、プロレス団体に私設応援団が存在するのは非常に珍しいことである。結成に際してJリーグ「ベガルタ仙台」のサポーターから応援のレクチャーを受けた。